# Ruy de Carvalho
Rui Alberto Rebelo Pires de Carvalho, plus connu sous le nom de Ruy de Carvalho,  est un acteur portugais né le 1er mars 1927 à Lisbonne.

## Biographie
Ruy de Carvalho est le fils de João Rebelo Pires de Carvalho. Il s'initie au théâtre, en tant qu'amateur, en 1942 dans le groupe "Mocidade Portuguesa", avec la pièce O Jogo para o Natal de Cristo. Il a fréquenté le Conservatoire National. Sa formation s'est achevée en 1950. Il a un frère et une sœur qui sont tous les deux acteurs et qui se nomment João de Almeida et Maria Cristina, décédée en 2003.
Il débute en 1947 dans le Théâtre National, dans la comédie Rapazes de Hoje, de Roger Ferdinand. Il acquiert sa notoriété en 1950, grâce à son interprétation d'Eric Birling dans la pièce Està là Fora um Inspector, de J.B. Priestley. Il intègre le Théâtre du Peuple (renommé plus tard le Théâtre National Populaire) cette même année, jusqu'en 1958.
C'est l'un des plus grands acteurs de sa génération. Il fonde, en 1961, le Théâtre Moderne de Lisbonne, qui révèle des auteurs qui n'ont jamais joué dans une pièce au Portugal. En 1963 il déménage à Porto et assume la direction artistique du Théâtre Expérimental de Porto (TEP), où il réalise son unique expérience en tant que réalisateur, dans la pièce Terra Firme, de Miguel Torga. Acteur prolifique, il est surtout connu pour ses rôles marquants dans deux films du Novo Cinema : Domingo à Tarde et O Cerco. Il a également joué dans cinq films de Manoel de Oliveira.
Il a reçu plusieurs prix honorifiques, tels un Globo de Ouro en 1998, une récompense au Festroia en 2003, une autre à Fantasporto en 2007, et un prix Sophia en 2017.

## Filmographie partielle
- 1966 : Domingo à Tarde d'António de Macedo
- 1970 : O Cerco d'António da Cunha Telles
- 1990 : Non ou la Vaine Gloire de commander de Manoel de Oliveira
- 1992 : Le Jour du désespoir de Manoel de Oliveira
- 1993 : Val Abraham de Manoel de Oliveira
- 1994 : La Cassette de Manoel de Oliveira
- 2000 : Capitaines d'avril de Maria de Medeiros
- 2004 : Le Cinquième Empire de Manoel de Oliveira